# Матяшівка (селище)
Матяшівка — селище в Україні, у Іванівській сільській громаді Хмільницького району Вінницької області. Населення становить 266 осіб.